# Barbet
A barbet francia eredetű vízi vadászkutya. Az FCI besorolása alapján a VIII. csoport (Retrieverek – hajtókutyák – vízi vadászkutyák) 3. szekciójába (Vízi vadászkutyák) tartozik. Ritka fajta, eredetileg Franciaországban, Olaszországban és Németországban terjedt el, napjainkban azonban egyre népszerűbb Észak-Amerikában és Skandináviában is.

## Eredete

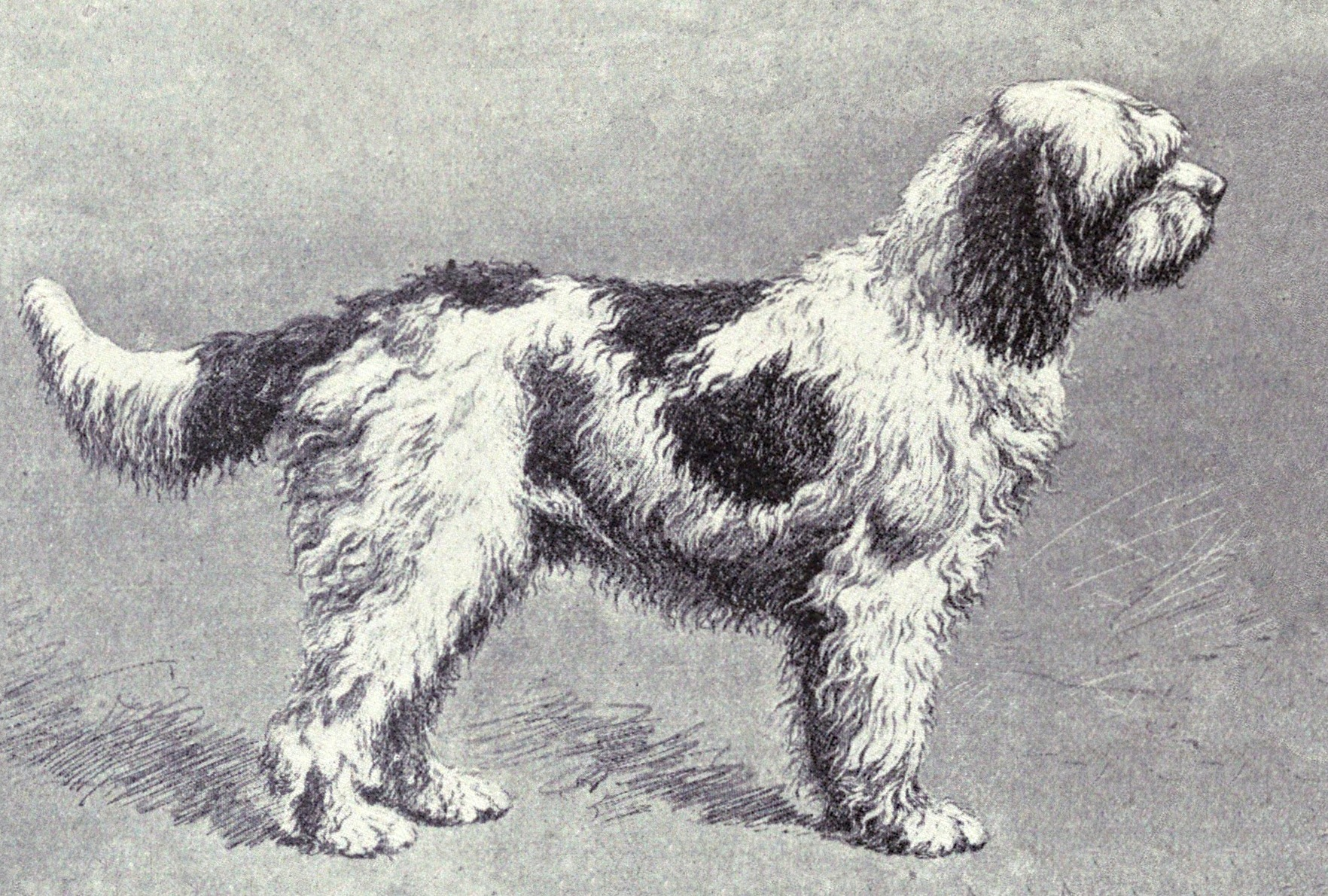
Barbet d`Arret 1915 körül

Igen régi fajta, már 500 évvel ezelőtt felbukkan különböző festményeken, rajzokon. George Louis Buffon Histoire Naturelle (1750) c. könyvében részletes leírást közölt a Grand Barbet nevű fajtáról. amely számos vízi vadászkutya (pudli, portugál vízikutya, amerikai vízispániel elődje lehet.
A barbetet eredetileg Franciaországban tenyésztették ki, ahol a vizes, mocsaras vidékeken és a nagy folyók torkolatvidékén használták vízimadarak vadászatánál. A név jelentése "szakállas". A 18. század végére elterjedt Franciaországban (barbet), Olaszországban (barbone) és Németországban (pudel) és sokáig a barbetet és a pudlit egy fajtának tartották. Később a pudlit elegánsabbnak tenyésztették, elsősorban ölebnek, míg a barbet megmaradt munkakutyának. Az első fajtaleírás 1891-ben született. Napjainkban egyre népszerűbb a skandináv országokban és Amerikában, ahol háziállatként vagy munkakutyaként tartják.

## Ismertető

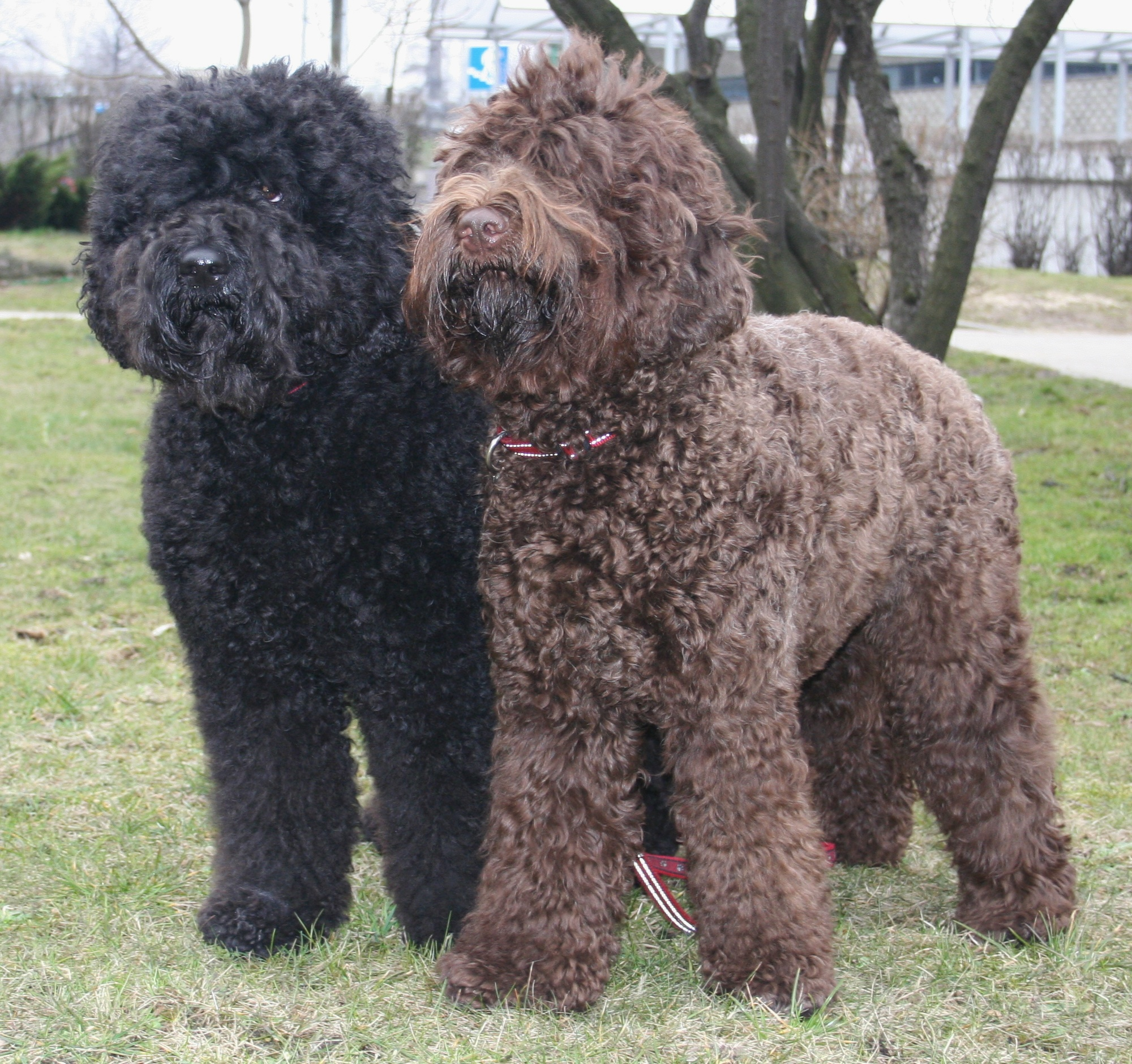
Fekete és barna barbet nőstények.

Nem túl elegáns, kissé torzonborz megjelenésű kutya. Feje szögletes, szeme sötétbarna. Füle a fejéhez simulva lelóg. Háta hosszú, egyenes, ágyéka széles, fara kissé lejtős, mellkasa széles és mély. Végtagjai oszlopszerűek, párhuzamosak. Farka hosszú, lelóg. Szőrzete hosszú, kissé göndör. Színe fekete, szürke vagy sárgásbarna, fehér foltokkal.
A barbet magassága 52 – 65 cm, súlya 18 – 27 kg (a nőstények általában 50 – 53 cm magasak és 13 – 23 kg súlyúak). A nőstény 4-7 kölyköt ellik, a kutyák átlagos élettartama 12-14 év.

## Tulajdonságai
Szimata nem túl jó, viszont bátor, szívós, fáradhatatlan, engedelmes kutya.

## Alkalmazása
Főként vízi munkájáról nevezetes. Nagyszerű vadkacsavadász. Kétségtelen hátránya, hogy bozontos bundája gyakori ápolásra szorul, ráadásul munka közben kissé lassú, nehézkes.